# Caborana
Caborana est un lieu-dit et une paroisse civile (parroquia) de la commune (concejo) asturienne d'Aller, en Espagne à une distance de  13 km de Cabañaquinta. 

## Généralités
Cette localité qui se situe à 260 mètres d'altitude a une superficie de 3,69 km² où habitent 1 154 personnes d'après le recensement de 2019. Ce nombre est réparti entre les hameaux de Buciello, El Cantiquín, Los Collados, Conveniencia, Cuarteles del Segundo, Cuarteles Nuevos, Cuarteles Viejos, Legalidad, Llanalamata, Estrada, Nuestra Señora de Fátima, La Pinga, La Primayor, La Provía, el Quintu, La Reguera, La Sienra, Sinariego, El Tarancón, La Tejera, El Tercero, La Torre, Valdefarrucos et Caborana. 
Il existe encore un puits minier appelé localement le pozu Aller qui s'appelait autrefois le Pozu Santiago; ce dernier est voisin du pozo San Antonio à proximité du quartier de la Tejera qui fut jadis un quartier animé et qui aujourd'hui est abandonné. Ces deux puits sont actuellement fusionnés. Les colomines est le quartier le plus  important de Caborana, celui où vivent le plus de gens. De nombreux mineurs y vivaient… et beaucoup d'entre eux quittèrent ces quartiers dans les années 1960 pour émigrer définitivement. Certains des fils de ces petits-fils de mineurs font partie de l'intelligentsia dans beaucoup de pays d’Amérique latine. La paroisse civile de Caborana est depuis le XVIIe siècle rattachée à celle plus importante de Moreda de Aller.

## Personnalité de Caborana
- Adolfo Camilo Díaz López
- Eloy S. Vallina[1], né à Caborana le 25 juillet 1903, Il devient l'un des hommes les plus riches du Mexique. Il est assassiné au Mexique en 1960 par un militaire pour une affaire personnelle[2].